# Сервий Кальпурний Сципион Орфит
Сервий Кальпурний Сципион Орфит (лат. Servius Calpurnius Scipio Orfitus) — римский политический деятель второй половины II века.
Братом Орфита был консул 175 года Луций Кальпурний Пизон. В 172 году он занимал должность ординарного консула вместе с Секстом Квинтилием Максимом